# Championnat de Roumanie de football 1977-1978
Navigation
Saison précédente Saison suivante
La saison 1977-1978 du Championnat de Roumanie de football était la 60e édition de la première division roumaine. Le championnat rassemble les 18 meilleures équipes du pays au sein d'une poule unique, où chaque club rencontre tous ses adversaires 2 fois, à domicile et à l'extérieur.
C'est le Steaua Bucarest qui termine en tête du championnat et remporte le 9e titre de champion de Roumanie de son histoire.

## Les 18 clubs participants
| - Dinamo Bucarest - FC Bihor Oradea - FC Petrolul Ploiești - Promu de Divizia B - Steaua Bucarest - ASA Târgu Mureș - Sportul Studențesc Bucarest - FC Constanța - Universitatea Craiova - Politehnica Iași | - UT Arad - FC Argeș Pitești - FC Corvinul Hunedoara - SC Bacău - Olimpia Satu Mare - Promu de Divizia B - FCM Târgoviște - Promu de Divizia B - SC Jiul Petroșani - Politehnica Timișoara - FCM Reșița |

## Compétition

### Classement
Le classement est établi en utilisant le barème suivant :
- Victoire : 2 points
- Match nul : 1 point
- Défaite, forfait ou abandon : 0 point

| Rang | Équipe                      | Pts | J  | G  | N  | P  | Bp | Bc | Diff |
| ---- | --------------------------- | --- | -- | -- | -- | -- | -- | -- | ---- |
| 1    | Steaua Bucarest             | 41  | 34 | 17 | 7  | 10 | 75 | 49 | +26  |
| 2    | FC Argeș Pitești            | 41  | 34 | 18 | 5  | 11 | 60 | 49 | +11  |
| 3    | Politehnica Timișoara       | 38  | 34 | 16 | 6  | 12 | 48 | 38 | +10  |
| 4    | Sportul Studențesc Bucarest | 38  | 34 | 18 | 2  | 14 | 49 | 42 | +7   |
| 5    | Dinamo Bucarest (T)         | 36  | 34 | 15 | 6  | 13 | 50 | 40 | +10  |
| 6    | Universitatea Craiova (C)   | 35  | 34 | 14 | 7  | 13 | 43 | 34 | +9   |
| 7    | SC Jiul Petroșani           | 34  | 34 | 14 | 6  | 14 | 53 | 49 | +4   |
| 8    | Corvinul Hunedoara          | 34  | 34 | 11 | 12 | 11 | 44 | 43 | +1   |
| 9    | FCM Targoviste (P)          | 34  | 34 | 13 | 8  | 13 | 28 | 33 | -5   |
| 10   | UT Arad                     | 34  | 34 | 13 | 8  | 13 | 49 | 55 | -6   |
| 11   | SC Bacău                    | 34  | 34 | 13 | 8  | 13 | 47 | 55 | -8   |
| 12   | ASA Târgu Mureș             | 33  | 34 | 13 | 7  | 14 | 48 | 40 | +8   |
| 13   | Olimpia Satu Mare (P)       | 33  | 34 | 14 | 5  | 15 | 41 | 47 | -6   |
| 14   | FC Bihor Oradea             | 33  | 34 | 15 | 3  | 16 | 39 | 56 | -17  |
| 15   | Politehnica Iași            | 32  | 34 | 12 | 8  | 14 | 43 | 39 | +4   |
| 16   | FC Constanța                | 32  | 34 | 14 | 4  | 16 | 42 | 49 | -7   |
| 17   | FC Petrolul Ploiești (P)    | 30  | 34 | 11 | 8  | 15 | 41 | 46 | -5   |
| 18   | FCM Reșița                  | 20  | 34 | 8  | 4  | 22 | 29 | 65 | -36  |

|  | Qualifié pour la Coupe des clubs champions 1978-1979 |
|  | Qualifié pour la Coupe des Coupes 1978-1979          |
|  | Qualifié pour la Coupe UEFA 1978-1979                |
|  | Relégation en Divizia B                              |

## Bilan de la saison
| Tableau d'Honneur                   |                       |
| Compétition                         | Vainqueur             |
| Championnat de Roumanie de football | Steaua Bucarest       |
| Coupe de Roumanie de football       | Universitatea Craiova |

| Qualifications européennes          |                                        |
| Compétition                         | Qualifié                               |
| Coupe des clubs champions 1978-1979 | Steaua Bucarest                        |
| Coupe des Coupes 1978-1979          | Universitatea Craiova                  |
| Coupe UEFA 1978-1979                | FC Argeș Pitești Politehnica Timișoara |

| Promotions et relégations |                                                    |
| Promus en Divizia A       | FC Gloria Buzău Chimia Râmnicu Vâlcea FC Baia Mare |
| Relégués en Divizia B     | FC Constanța FC Petrolul Ploiești FCM Reșița       |